# Wissenschaftsdiplomatie
Wissenschaftsdiplomatie bezeichnet die Zusammenarbeit und den Austausch von Forschenden oder Wissenschaftsorganisationen im Rahmen internationaler Beziehungen und zur Erfüllung diplomatischer Funktionen. Diese Form der Diplomatie findet oft im Rahmen der wissenschaftlichen Zusammenarbeit Anwendung und dient dem Aufbau und Erhalt von Beziehungen zwischen Staaten und innerhalb internationaler Organisationen. Durch Wissenschaftsdiplomatie vertreten Staaten, internationale Organisationen und nichtstaatliche Akteure sich und ihre Interessen. Es handelt sich um ein globales Phänomen.
Wissenschaftsdiplomatie umfasst sowohl den formellen als auch informellen forschungsbasierten, akademischen oder technischen Austausch von Forschenden, Beamten oder Diplomaten.  Sie zielt darauf ab, gemeinsame Probleme zu lösen. Allerdings ist oft unklar, ob und wie die tatsächliche Politik und die mit der Wissenschaftsdiplomatie verbundenen Organisationen den Erwartungen gerecht werden können.

## Definitionen
Das Konzept der Wissenschaftsdiplomatie ist relativ jungen Ursprungs: Versuche, Praktiken als Wissenschaftsdiplomatie zu definieren und zu klassifizieren begannen in der ersten Dekade des 21. Jahrhunderts. Bevor das Konzept populär wurde, was im Westen insbesondere während der Obama-Regierung geschah, wurden Initiativen der Wissenschaftsdiplomatie oft als „Smart Power“ oder „Soft Power“ bezeichnet.  Zusammen mit Wirtschafts-, Kultur-, Digital-, Daten- oder Paradiplomatie kann die Wissenschaftsdiplomatie als Unterkategorie der sogenannten neuen Diplomatie verstanden werden, im Gegensatz zur bisher bekannten traditionellen Diplomatie.
Heutzutage verwenden Historiker den Begriff Wissenschaftsdiplomatie retrospektiv als analytische Kategorie, um vergangene Formen und frühere Entwicklungen zu beschreiben,  während die Debatte über zeitgenössische Wissenschaftsdiplomatie-Initiativen sowohl von Forschenden geführt wird, die sie als empirisches Objekt behandeln, als auch von Akteuren, die an den Praktiken der Wissenschaftsdiplomatie beteiligt sind. Dabei handelt es sich häufig um Berufsdiplomaten, wissenschaftliche Berater oder Experten für nationale und internationale Entscheidungsgremien und Politiker. Wissenschaftsdiplomatie war und ist ein Arbeitsbereich, in dem verschiedene Akteure unterschiedliche Interessen und Interpretationen vertreten.
Daher gibt es weder eine eindeutige Definition noch einen Konsens über die Akteure, Instrumente und Aktivitäten der Wissenschaftsdiplomatie. Im Jahr 2010 haben die Royal Society und die American Association for the Advancement of Science (AAAS) jedoch einen weit verbreiteten theoretischen Rahmen entwickelt, der drei Haupttypen von Aktivitäten beschreibt:
- „Wissenschaft in der Diplomatie“: Wissenschaft kann außenpolitische Ziele prägen und stützen
- „Diplomatie für die Wissenschaft“: Diplomatie kann die internationale wissenschaftliche Zusammenarbeit erleichtern
- „Wissenschaft für Diplomatie“: Wissenschaftliche Zusammenarbeit kann internationale Beziehungen verbessern

Die Konzentration auf diese Typen kann jedoch dazu führen, dass die Nutzung der Wissenschaft für Wettbewerbszwecke nicht ausgeleuchtet wird oder es sogar zu einer Mystifizierung der Wissenschaft als komplexitätsreduzierendes Vorhaben kommt. Kritiker betonen die erhebliche Verletzlichkeit der Wissenschaft als öffentliches Gut.
In der aktuellen Forschung wird zudem auch kritisiert, dass der globale Süden in vielen Aspekten des Diskurses über Wissenschaftsdiplomatie immer noch unterrepräsentiert ist. Zudem gilt wahrscheinlich in ähnlicher Weise, was für die traditionelle Diplomatie festgestellt wurde: Wir haben immer noch begrenzte Kenntnisse über Netzwerke von weiblichen Akteuren, geschlechtsspezifische Bedingungen sowie Praktiken der Ausgrenzung und Inklusion in männerdominierten Kontexten.

## Geschichte
Grenzüberschreitende wissenschaftliche Zusammenarbeiten zu Fragen der Umwelt, globaler Gesundheitskrisen oder die gemeinsame Sammlung wissenschaftlicher Erkenntnisse sind nichts Aktuelles. Internationale Beziehungen und wissenschaftlicher Austausch haben eine lange gemeinsame Geschichte. Auch wenn es lange nicht als "Wissenschaftsdiplomatie" bezeichnet wurde: Frühe Formen zeigten sich in den großen Entdeckungsreisen und vor allem in der Kolonisierung, die wissenschaftsbasierte Diplomatie und Einflussnahme mit sich brachten.
Eine frühe und weit verbreitete Praxis der Wissenschaftsdiplomatie ist die Beratungstätigkeit für Regierungen. In Australien wurde dieser Prozess auf Empfehlung von Sir Frank Heath 1926 formalisiert. Heath war Sekretär des britischen Ministeriums für wissenschaftliche Industrie. Er empfahl der Regierung die Einrichtung des Rates für wissenschaftliche und industrielle Forschung mit der Aufgabe, Forschungsarbeiten zur Unterstützung der australischen Primär- und Sekundärindustrie durchzuführen, aber auch mit der zusätzlichen Funktion, „in wissenschaftlichen Fragen als Verbindungsmittel zwischen dem Commonwealth und anderen Ländern zu fungieren“. Die australische Regierung stimmte allen Empfehlungen zu und ernannte Frank Lidgett McDougall 1927 zu ihrem wissenschaftlichen Verbindungsbeamten in London, der sich mit Fragen des wissenschaftlichen Fortschritts und der Wissenschaftspolitik befassen sollte.
Wichtige Entwicklungen in der Wissenschaftsdiplomatie ergaben sich auch aus Konferenzen oder der Gründung internationaler Organisationen. Im 19. Jahrhundert veranlasste die zunehmende Spezialisierung der Disziplinen die Forschenden zu einer stärkeren Koordinierung. Sie hielten internationale Tagungen ab, um die Standardisierung wissenschaftlicher Methoden, Praktiken, Nomenklaturen oder Einheiten zu diskutieren. Als Ergebnis dieser Bemühungen wurde 1899 die International Association of Academies (IAA) gegründet. Zu dieser Zeit spielten europäische Forschende formelle oder informelle diplomatische Rollen, indem sie Netzwerke nutzten, um sich in Diskussionen über die Kolonisierung entfernter Gebiete einzubringen, z. B. während der Berliner Konferenz von 1884–1885. Am Ende des Ersten Weltkriegs reorganisierten die Akademien der Entente-Mächte die IAA, um Forschende aus dem Dreibund bewusst auszuschließen, insbesondere die deutschen Forschenden, da sie die Militäraktionen massiv unterstützt hatten. Der Nachfolger der IAA, der Internationale Forschungsrat (IRC), wurde 1919 gegründet und schaffte es, deutsche Forschende auf Distanz zu halten. Es gab Versuche, die Kontakte wiederherzustellen, insbesondere durch die Umwandlung des IRC in den Internationalen Rat der Wissenschaftlichen Unionen (ICSU) im Jahr 1931. Der Ausbruch des Zweiten Weltkriegs beeinträchtigte erneut die Zusammenarbeit im globalen Norden. Dauerhafte Verbindungen wurden erst nach Kriegsende wiederhergestellt.

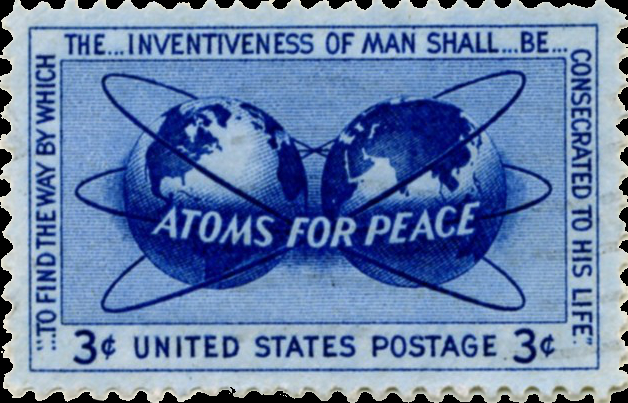
Amerikanische Briefmarke von 1955 in Anspielung auf das Programm Atoms for Peace

Eine der ersten wichtigen wissenschaftlich fundierten diplomatischen Initiativen nach dem Zweiten Weltkrieg war die Atomenergiekommission der Vereinten Nationen, um dem atomaren Wettrüsten vorzubeugen. Die Initiative scheiterte, der Kalte Krieg begann und in den 1950er Jahren entwickelten die Vereinigten Staaten ein separates Programm: "Atoms for Peace", bekannt geworden durch eine Konferenz im UN-Büro in Genf im Jahr 1955. Nennenswerterweise bildete diese die Grundlage für die Gründung der Internationalen Atomenergie-Organisation (IAEA) 1957. Die IAEA engagierte sich schnell im Bereich der Wissenschaftsdiplomatie.  Seitdem besteht ihre Aufgabe darin, die Zusammenarbeit zu fördern und die friedliche Nutzung von Nukleartechnologien zu gewährleisten. Die Vereinigten Staaten waren aber bei weitem nicht der einzige Staat, der diplomatische Initiativen im Zusammenhang mit Atomwaffen und der friedlichen Nutzung der Kernenergie verfolgte. Beispielsweise trug die "Atoms for Peace" Kampagne und der thermonukleare Waffentest Castle Bravo 1954 dazu bei, dass das japanische Außenministerium seine diplomatischen Aktivitäten im Bereich der Nuklearfragen als Teil eines breiteren Spektrums wissenschaftsbezogener Aktivitäten intensivierte, einschließlich der Einführung eines Wissenschaftsattaché-Programms 1954 und der Schaffung eine eigene Wissenschaftsabteilung 1958.
Der Kalte Krieg beinhaltete die Entwicklung strategischer wissenschaftlicher Beziehungen als Möglichkeit, die Zusammenarbeit so weit zu fördern, dass sie das Konfliktpotenzial verringern, wobei aber auch hegemoniale Interessen solche Praktiken beeinflussten. Wissenschaftskollaborationen verbanden die Blöcke des Kalten Krieges, als die offiziellen diplomatischen Verbindungen ins Stocken gerieten. Allerdings bot der wissenschaftliche Austausch auch eine Gelegenheit zur Informationsbeschaffung, unter anderem durch die USA in Westeuropa.  Die Wissenschaftsdiplomatie des Kalten Krieges diente oft dazu, die Verbreitung von Wissen und Materialien zu vermitteln, aber auch den Austausch zu schaffen oder wieder aufzubauen: Im Jahr 1961 schloss John F. Kennedy ein Abkommen über die Zusammenarbeit in Wissenschaft und Technologie mit Japan, nachdem er dazu aufgerufen hatte, den „gebrochenen Dialog“ zwischen Japan wiederherzustellen Die intellektuellen Gemeinschaften zweier Länder nach dem Zweiten Weltkrieg. Diese Vereinbarung trug dazu bei, die damals schwache Beziehung abzurunden, die nur auf Sicherheitsbedenken beruhte. Doch selbst in der Zeit unmittelbar nach dem Zweiten Weltkrieg gab es Beispiele für den Austausch zwischen den USA und Japan, beispielsweise in der Koproduktion und Zusammenarbeit zwischen japanischen Wissenschaftlern und amerikanischen Wissenschaftsadministratoren bei der Gründung des Science Council of Japan.
Die Entstehung zweier Machtblöcke im Kalten Krieg sah auch den Einsatz von Wissenschaft und Technologie als Mittel zur friedlichen Einflussnahme auf andere Länder in Bereichen wie Weltraumforschung, Geographie oder der Entwicklung von Kernspaltungsreaktoren vor. Technische Hilfsprogramme für die sogenannte „Dritte Welt“, sich wirtschaftlich entwickelnde Länder und potenzielle Verbündete florierten. Beispielsweise entwickelte sich die chinesisch-ungarische Zusammenarbeit in der Geophysik vor dem Hintergrund der Radikalisierung der chinesischen Politik und der wachsenden Spannungen zwischen der Sowjetunion und der Volksrepublik China nach 1956.
Auch Entwicklungsländer engagierten sich im Rahmen eines blockübergreifenden Wettbewerbs in der Wissenschaftsdiplomatie, wie beispielsweise die Volksrepublik China, die alles von der Entwicklung neuer Hochwasserschutztechniken in den 1950er Jahren bis zum Start ihres ersten künstlichen Satelliten im Jahr 1970 als Teil ihrer „Volksdiplomatie“-Strategien. Eine solche wissenschaftsbezogene Öffentlichkeitsarbeit war ein wichtiger Teil der Außenbeziehungen Chinas in den Jahrzehnten vor seinem Beitritt zu den Vereinten Nationen im Jahr 1971 und begleitete die rasche Ausweitung seiner normalisierten diplomatischen Beziehungen zu anderen Ländern. Henry Kissinger forderte und ergriff im Rahmen seiner Gespräche mit China mehrere wissenschaftliche Initiativen. Wissenschaftler spielten eine herausragende Rolle in den frühen Austauschen und Initiativen, die Teil des chinesisch-amerikanischen Annäherungsprozesses waren, der 1979 zur Normalisierung der Beziehungen führte. Austausche im Zusammenhang mit Wissenschaft und Technologie wurden im Shanghai Communiqué ausdrücklich erwähnt.  Die zunehmende Beteiligung kürzlich unabhängiger, entkolonialisierender Länder an internationalen technisch-wissenschaftlichen Angelegenheiten veranschaulicht grundlegende, aber noch wenig erforschte Veränderungen in internationalen Angelegenheiten während und seit den 1970er Jahren.

## Wissenschaftsdiplomatie und internationale Organisationen

United Nations Educational, Scientific and Cultural Organisation

Unter Wissenschaftsdiplomatie versteht man die Förderung der Interessen eines Landes bzw. die Bewältigung globaler Herausforderungen und Bedürfnisse. Wissenschaft als Instrument der Diplomatie wurde und wird von vielen Ländern auf der ganzen Welt genutzt.  Aber auch internationale Organisationen sind relevante Förderer und Akteure der Wissenschaftsdiplomatie. Es kann daher als eine Form vernetzter und transnationaler Governance angesehen werden,  auch über das System der Vereinten Nationen, insbesondere über Gremien wie die UNESCO.
In Kontinentaleuropa gelten zwei internationale Organisationen mit wissenschaftlichem Auftrag weithin als Vorbilder für die Wissenschaftsdiplomatie: Am Ende des Zweiten Weltkriegs musste sich Europa politisch, wirtschaftlich und im Hinblick auf den wissenschaftlichen Austausch neu aufbauen. In diesem Zusammenhang schlossen sich 1954 zwölf Länder zur Europäischen Organisation für Kernforschung (CERN) zusammen, die heute ihren Sitz in der Schweiz hat. Derzeit hat das CERN 23 Mitgliedsstaaten, doch auch viele Nichtmitglieder engagieren sich auf unterschiedliche Weise. Das zweite Beispiel ist der International Thermonuclear Experimental Reactor (ITER), ein technisches Megaprojekt in Frankreich, das das weltweit größte magnetische Einschlussexperiment sein wird, wenn es seinen plasmaphysikalischen Betrieb aufnimmt.  ITER begann 1985 als Reagan-Gorbatschow-Initiative unter Beteiligung der Sowjetunion, der Europäischen Atomgemeinschaft, der Vereinigten Staaten und Japans. Die Zeit nach dem 11. September stellte eine Herausforderung für die Fortführung dar.
Ein relevantes Beispiel für die praktische Umsetzung der Wissenschaftsdiplomatie im Nahen Osten ist das Synchrotron-Licht für experimentelle Wissenschaft und Anwendungen im Nahen Osten (SESAME). Ende der 1990er Jahre schlossen sich mehrere Länder zur Gründung von SESAME zusammen, mit der Absicht, die wissenschaftliche Zusammenarbeit in einer von anhaltenden Konflikten zerrissenen Region der Welt zu fördern. Im Jahr 2019 erhielten die frühen Förderer von SESAME den Award for Science Diplomacy der AAAS.
In einigen Fällen ist die Wissenschaftsdiplomatie nicht das offensichtliche vorläufige Ziel einer internationalen Organisation, sondern wird als wichtiges Instrument eingesetzt: Beispielsweise fördert die Europäische Union die wissenschaftliche Zusammenarbeit als eine Möglichkeit, Diplomatie mit „parallelen Mitteln“ zu gestalten.  Mehrere EU-finanzierte Projekte erforschen und forschen derzeit zum Thema Wissenschaftsdiplomatie. Ein weiteres Beispiel ist das zwischenstaatliche Militärbündnis der NATO, das 1958 einen Wissenschaftsausschuss und die Position eines Wissenschaftsberaters einrichtete.  NATO-Beamte versuchten, die Förderung der Wissenschaft als diplomatischen Kanal (oder „Hinterkanal“) zu nutzen, insbesondere in kritischen Momenten in der Geschichte des Bündnisses.

## Wissenschaftsdiplomatie und nichtstaatliche Akteure
Auch nichtstaatliche Akteure, die nicht mit Regierungen verbunden sind, betreiben Wissenschaftsdiplomatie. Die 1946 gegründete World Federation of Scientific Workers (eine NGO in offizieller Partnerschaft mit der UNESCO) bietet ein relevantes Forum für den internationalen Austausch. Auf der Agenda standen Themen wie die gesellschaftliche Verantwortung von Wissenschaftlern und Abrüstung. Ein weiteres Beispiel für Wissenschaftsdiplomatie durch nichtstaatliche Akteure geht auf das Jahr 1957 zurück, als der Philanthrop Cyrus Eaton ein Treffen in Pugwash, Kanada, veranstaltete. Anlass für die Versammlung war ein von Bertrand Russell und Albert Einstein herausgegebenes Manifest, das Wissenschaftler aller politischen Richtungen aufrief, sich zu versammeln, um über die Bedrohung zu diskutieren, die die Einführung neuer thermonuklearer Waffen für die Zivilisation darstellt.  Wissenschaftlerinnen und Wissenschaftler trafen sich weiterhin auf den sogenannten Pugwash-Konferenzen. Diese Zusammenkünfte nahmen schließlich zu und erregten die Aufmerksamkeit hochrangiger Regierungsbeamter. 1958 versuchte „Pugwash“, Einfluss auf die Politik der IAEA und damit auf die Gestaltung der internationalen Atomordnung zu nehmen. Anschließend wurden im Osten und Westen Pugwash-Komitees gebildet.
Solche informellen, nichtstaatlichen Initiativen veranschaulichen die Track-II-Wissenschaftsdiplomatie, die auf dem informellen transnationalen Informationsaustausch ohne offiziellen nationalen Verhandlungsauftrag basiert. Track II besteht aus informellen Dialogen zwischen Akteuren, die neue Ideen oder Beziehungen in den offiziellen Prozess der Diplomatie einbringen können. Öffentliche Interessengruppen oder Einzelpersonen können Einfluss auf Regierungsentscheidungen haben: Beispielsweise hat die Arbeit von Norman Cousins, Herausgeber von The Saturday Review of Literature, dazu beigetragen, den Vertrag über das begrenzte Verbot von Nuklearversuchen von 1963 voranzutreiben.  Eine besondere Form der Track-II-Wissenschaftsdiplomatie ist Aktivismus und Fürsprache „von unten“, unterhalb der elitären Sphäre der Regierungsberatung. Solche Basisinitiativen, z. B. „Science for the People“, waren während des Vietnamkrieges offensichtlich, als viele westliche Akademiker gegen den Missbrauch der Wissenschaft zur Kriegsführung protestierten und sich für Prinzipien globaler sozialer Gerechtigkeit einsetzten.  Forschende und Ärztinnen und Ärzte agierten auch jenseits staatlicher Regulierung und außerhalb der offiziellen diplomatischen Arena, indem sie das Ausmaß des Schadens untersuchten und aufdeckten, der dem vietnamesischen Volk in den Kriegsgebieten zugefügt wurde.
Ähnlich wie auf Initiative nichtstaatlicher Akteure können gemeinnützige Organisationen Praktiken der Wissenschaftsdiplomatie ausüben. Beispielsweise möchte die Malta Conferences Foundation durch Wissenschaftsdiplomatie eine Brücke zum Frieden im Nahen Osten schlagen. Ein relevanter Akteur der afrikanischen Wissenschaftsdiplomatie ist das African Scientific Institute, das 1967 gegründet wurde, um Wissenschaftlern dabei zu helfen, andere durch veröffentlichte Materialien, Konferenzen und Seminare zu erreichen und Tools für diejenigen bereitzustellen, denen diese fehlen. Eine ähnliche Initiative wurde von CRDF Global in Zusammenarbeit mit dem US-Außenministerium gestartet: Global Innovation through Science and Technology (GIST). CRDF Global war in den Vereinigten Staaten und im Nahen Osten aktiv bei der Förderung der Wissenschaftsdiplomatie durch Konferenzen, Podiumsdiskussionen und Programme, darunter die Iraqi Virtual Science Library, die Maghreb Virtual Science Library und die Afghanistan Virtual Science Library. Ein weiteres Beispiel ist das Center for Science Diplomacy, das von der AAAS gegründet wurde. Es bietet Forschenden, Politikanalysten und politischen Entscheidungsträgern ein Forum zum Informationsaustausch und zur Erkundung von Möglichkeiten der Zusammenarbeit. Im März 2012 veröffentlichte das Zentrum die vierteljährliche Veröffentlichung Science &amp; Diplomacy.  Andere gemeinnützige Organisationen, wie das Science and Development Network (SciDev.Net) haben einen ganzen Teil ihrer Website Artikeln und Veranstaltungen zum Thema Wissenschaftsdiplomatie gewidmet.

## Wissenschaftsdiplomatie im 21. Jahrhundert
Viele der globalen Herausforderungen im Zusammenhang mit Gesundheit, Wirtschaftswachstum und Klimawandel liegen an der Schnittstelle von Wissenschaft und internationalen Beziehungen.  Es gibt zahlreiche Muster, durch die wissenschaftliche und technologische Fortschritte die internationalen Beziehungen beeinflussen, unter anderem als Moloch oder entflohener Geist mit schnellen und weitreichenden Auswirkungen auf das internationale System; als Spielveränderer und Vermittler von Vor- und Nachteilen für verschiedene Akteure im internationalen System; als Quelle von Risiken, Fragen und Problemen, die von der internationalen Gemeinschaft angegangen und bewältigt werden müssen; als Schlüsseldimensionen oder Wegbereiter internationaler Makrophänomene; als Instrumente der Außenpolitik oder als technische Informationsquellen für die Verwaltung eines bestehenden internationalen Regimes; als Gegenstand von Projekten und Institutionen, deren Planung, Gestaltung, Umsetzung und Management Wasser auf die Mühlen internationaler Beziehungen und Diplomatie geben.
Es gibt eine lange Liste spezifischer Themen, mit denen sich die Wissenschaftsdiplomatie befassen muss, darunter „die steigenden Risiken und Gefahren des Klimawandels, die Ausbreitung von Infektionskrankheiten, steigende Energiekosten, Migrationsbewegungen und kulturelle Konflikte“. Wissenschaftsdiplomatie wird zunehmend als multilaterales Unterfangen angesehen, um sowohl globale Herausforderungen als auch die Frage globaler Güter durch internationale Wissenschaftsorganisationen anzugehen.
Während die Wissenschaftsdiplomatie häufig als Soft-Power-Instrument angesehen wird, das dazu beiträgt, die Dialoglinien zwischen Konfliktstaaten offen zu halten und zur Friedenssicherung und internationalen Verständigung beitragen kann, scheint die Wissenschaftsdiplomatie in Kriegszeiten zum Arsenal der Hard Power zu gehören: Dies wurde am häufigsten der Fall offensichtlich in der russischen Invasion in der Ukraine.  Sanktionen sind ein wichtiger Bestandteil des Arsenals der Wissenschaftsdiplomatie zur Intervention in Konflikten: CERN beispielsweise hat die Beendigung seiner Austauschprogramme mit Russland und Weißrussland für 2024 angekündigt.